# Taekwondo na Letniej Uniwersjadzie 2009

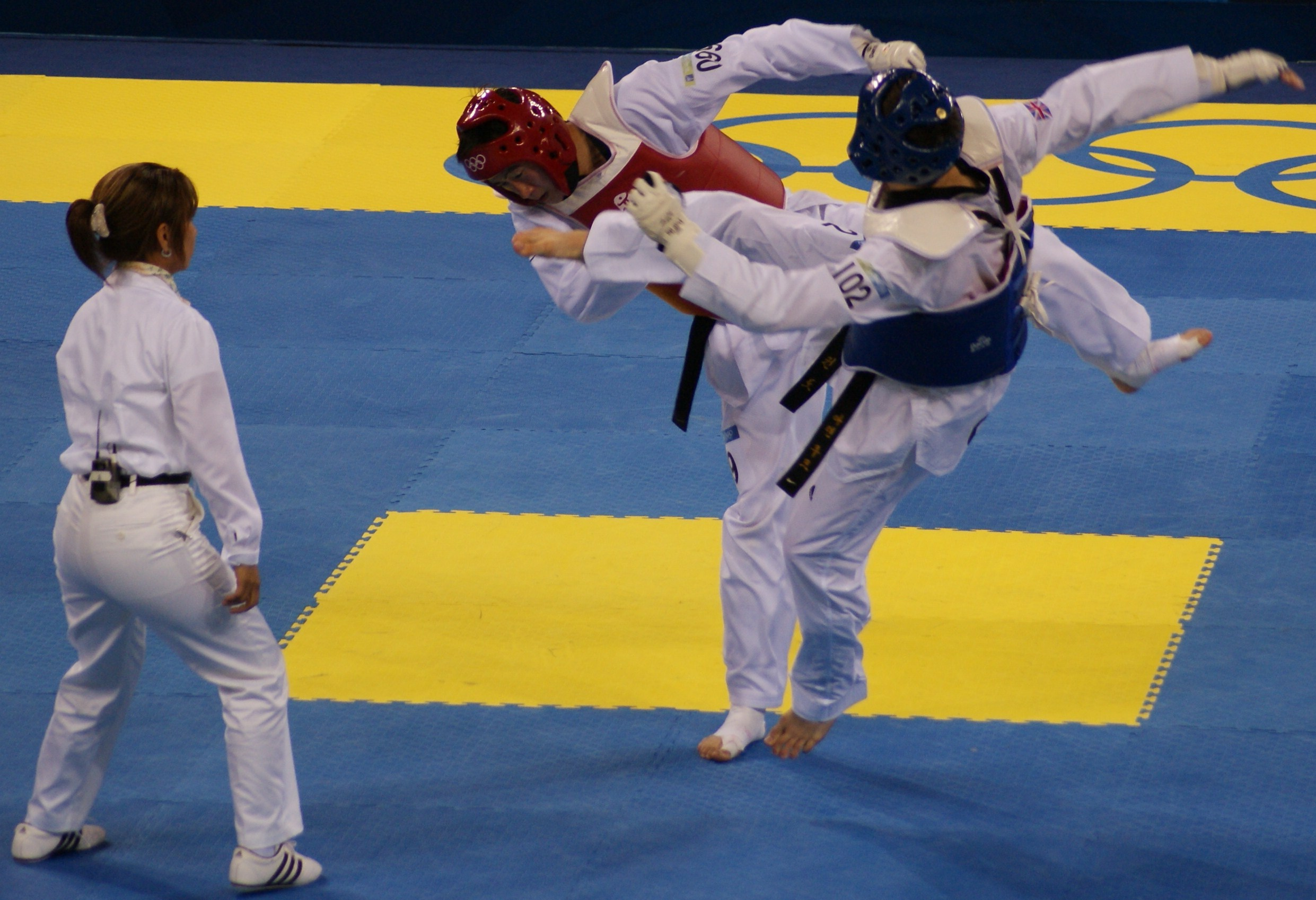

Taekwondo na Letniej Uniwersjadzie 2009 odbędzie się w dniach 1-6 lipca w hali BG Fair Hall 3 w Belgradzie.
Do rozdania było 21 kompletów medali. Po 10 w konkurencjach męskich jak i żeńskich oraz jeden w konkurencjach mieszanych.

## Obiekty
| Obiekt            | Miasto  | Odległość od wioski uniwersyteckiej | Odległość od wioski uniwersyteckiej | Funkcja           |
| Obiekt            | Miasto  | Kilometry                           | Czas                                | Funkcja           |
| BG Fair - Hala 3  | Belgrad | 4,5 km                              | 10 min                              | Zawody i treningi |
| BG Fair - Hala 3a | Belgrad | 4,5 km                              | 10 min                              | Treningi          |
| BG Fair - Hala 6  | Belgrad | 4,4 km                              | 10 min                              | Treningi          |

## Konkurencje
| - poniżej 54 kilogramów - poniżej 58 kilogramów - poniżej 62 kilogramów - poniżej 67 kilogramów - poniżej 72 kilogramów - poniżej 78 kilogramów - poniżej 84 kilogramów - powyżej 84 kilogramów - kategoria indywidualna – pomse - kategoria drużynowa – pomse | - poniżej 47 kilogramów - poniżej 51 kilogramów - poniżej 55 kilogramów - poniżej 59 kilogramów - poniżej 63 kilogramów - poniżej 67 kilogramów - poniżej 72 kilogramów - powyżej 72 kilogramów - kategoria indywidualna – pomse - kategoria drużynowa – pomse | - pary – pomse |

## Terminarz finałów
| - 17:30 – 19:00 – kategoria indywidualna mężczyzn – pomse - 17:30 – 19:00 – kategoria indywidualna kobiet – pomse - 17:30 – 19:00 – kategoria drużynowa mężczyzn – pomse - 17:30 – 19:00 – kategoria drużynowa kobiet – pomse - 17:30 – 19:00 – pary mieszane – pomse | - 9:00 – 19:00 – poniżej 67 kilogramów mężczyzn - 9:00 – 19:00 – poniżej 59 kilogramów kobiet - 9:00 – 19:00 – poniżej 54 kilogramów mężczyzn - 9:00 – 19:00 – poniżej 47 kilogramów kobiet |
| - 9:00 – 19:00 – poniżej 58 kilogramów mężczyzn - 9:00 – 19:00 – poniżej 51 kilogramów kobiet - 9:00 – 19:00 – poniżej 78 kilogramów mężczyzn - 9:00 – 19:00 – poniżej 67 kilogramów kobiet                                                                           | - 9:00 – 19:00 – poniżej 72 kilogramów mężczyzn - 9:00 – 19:00 – poniżej 63 kilogramów kobiet - 9:00 – 19:00 – powyżej 84 kilogramów mężczyzn - 9:00 – 19:00 – powyżej 72 kilogramów kobiet |
| - 9:00 – 19:00 – poniżej 84 kilogramów mężczyzn - 9:00 – 19:00 – poniżej 72 kilogramów kobiet - 9:00 – 19:00 – poniżej 62 kilogramów mężczyzn - 9:00 – 19:00 – poniżej 55 kilogramów kobiet                                                                           | |

## Medale
| Konkurencja                    | Złoto                                                | Srebro                                               | Brąz                                                                             |
| Mężczyźni                      |                                                      |                                                      |                                                                                  |
| Poniżej 54 kilogramów          | Cheon Yong                                           | Remzi Başakbuğday                                    | Cheng Chia-ching Chutchawal Khawlaor                                             |
| Poniżej 58 kilogramów          | Moon Kil-sang                                        | Ninoslav Babić                                       | Kengo Uchimura Onur Çam                                                          |
| Poniżej 62 kilogramów          | Rafik Zohri                                          | Kim Taek-kyu                                         | Dimitrij Frank Stevan Rašić                                                      |
| Poniżej 67 kilogramów          | Diogo Silva                                          | Lee Soon-kil                                         | Terrence Jennings Thanawut Klinkhachon                                           |
| Poniżej 72 kilogramów          | Alireza Nassrazadany                                 | Torann Maizeroi                                      | Sebastian Lehmann Patiwat Thongsalap                                             |
| Poniżej 78 kilogramów          | Rouhollah Talebi                                     | Siergiej Dozorcew                                    | Baek Sun-hong Arman Jeremjan                                                     |
| Poniżej 84 kilogramów          | Mehran Askari                                        | Iwan Nikitin                                         | Ihar Rasaczacki Serdar Yüksel                                                    |
| Powyżej 84 kilogramów          | Roman Kuzniecow                                      | Hossein Tajik                                        | Salvador Pérez Robert Vossen                                                     |
| Kategoria indywidualna – pomse | Lee Ki-sung                                          | Nguyễn Đình Toàn                                     | Ahmed Elhamy Mikel Martínez                                                      |
| Kategoria drużynowa – pomse    | Korea Południowa Ji Ho-yong Lee Ki-sung Lee Sang-mok | Wietnam Lê Trung Anh Nguyễn Đình Toàn Vũ Thanh Dương | Egipt Ahmed Elhamy Karim Siad Mousa Ahmed Wael                                   |
| Kobiety                        |                                                      |                                                      |                                                                                  |
| Poniżej 47 kilogramów          | Park Hyo-ji                                          | Zhang Qiang                                          | Ting Ju-yi Kristina Kim                                                          |
| Poniżej 51 kilogramów          | Manuela Bezzola                                      | Yang Shu-chun                                        | Janete Alegria Chanatip Sonkham                                                  |
| Poniżej 55 kilogramów          | Tseng Yi-hsuan                                       | Wu Qiong                                             | Nam Jin-ah Sarita Phongsri                                                       |
| Poniżej 59 kilogramów          | Jung Jin-hee                                         | Tseng Pei-hua                                        | Pamela Valente Martina Zubčić                                                    |
| Poniżej 63 kilogramów          | Estefanía Hernández                                  | Chonnapas Premwaew                                   | Chang Chiung-fang Marlene Harnois                                                |
| Poniżej 67 kilogramów          | G. Aitmuchambefowa                                   | Petra Matijasević                                    | Lee Seon-hyeong Maria Hugajewa                                                   |
| Poniżej 72 kilogramów          | Gwladys Epangue                                      | Oh Hye-ri                                            | Reshmie Oogink Andrijana Ćirić                                                   |
| Powyżej 72 kilogramów          | Natalia Silva                                        | Han Yingying                                         | Büşra Yıldız Rapatkorn Prasopsuk                                                 |
| Kategoria indywidualna – pomse | Kim Laura Kim                                        | Hwang Cho-rong                                       | Rohanda El Said Stefania Pinga                                                   |
| Kategoria drużynowa – pomse    | Hiszpania Jinyoung Ahn Chorong Hwang Hanna Lee       | Chiny Feng Lu Xie Xiao Zhang Lisha                   | Serbia Nataša Bajić Sanja Kočanski Marijana Sudžuković                           |
| Mieszane                       |                                                      |                                                      |                                                                                  |
| Pary – pomse                   | Hiszpania Kim Laura Kim Rio Mikel Martínez           | Chiny Deng Yan Guo Yan                               | Wietnam Lê Trung Anh Nguyễn Thu Ngân Korea Południowa Ahn Jin-young Lee Sang-mok |

## Wyniki
| - poniżej 54 kilogramów - poniżej 58 kilogramów - poniżej 62 kilogramów - poniżej 67 kilogramów - poniżej 72 kilogramów - poniżej 78 kilogramów - poniżej 84 kilogramów - powyżej 84 kilogramów - kategoria indywidualna - kategoria drużynowa | - poniżej 47 kilogramów - poniżej 51 kilogramów - poniżej 55 kilogramów - poniżej 59 kilogramów - poniżej 63 kilogramów - poniżej 67 kilogramów - poniżej 72 kilogramów - powyżej 72 kilogramów - kategoria indywidualna - kategoria drużynowa | - pary |